# Lista odcinków amerykańskiego serialu House of Cards
Poniżej znajduje się lista odcinków serialu telewizyjnego House of Cards – emitowanego przez amerykańską  platformę Netflix od 1 lutego 2013 roku do 2 listopada 2018 roku. Powstało 6 serii, które łącznie składają się z 73 odcinków. Natomiast w Polsce serial jest dostępy VOD Seriale+ platformy nc+ od 1 lipca 2013 roku oraz od 19 października 2013 przez Ale Kino+.
| Seria | Seria | Odcinki | Udostępniono oryginalnie | Udostępniono oryginalnie | Udostępniono w Polsce | Udostępniono w Polsce | Wydanie na DVD i Blu-ray | Wydanie na DVD i Blu-ray | Wydanie na DVD i Blu-ray |
| Seria | Seria | Odcinki | Premiera serii           | Finał serii              | Premiera serii        | Finał serii           | Region 1                 | Region 2                 | Region 4                 |
| ----- | ----- | ------- | ------------------------ | ------------------------ | --------------------- | --------------------- | ------------------------ | ------------------------ | ------------------------ |
|       | 1     | 13      | 1 lutego 2013            | 1 lutego 2013            | 1 lipca 2013          | 23 września 2013      | 11 czerwca 2013          | 10 czerwca 2013          | 27 czerwca 2013          |
|       | 2     | 13      | 14 lutego 2014           | 14 lutego 2014           | 21 lutego 2014        | 16 maja 2014          | —                        | —                        | —                        |
|       | 3     | 13      | 27 lutego 2015           | 27 lutego 2015           | 28 lutego 2015        | 28 lutego 2015        | —                        | —                        | —                        |
|       | 4     | 13      | 4 marca 2016             | 4 marca 2016             | 4 marca 2016          | 4 marca 2016          | —                        | —                        | —                        |
|       | 5     | 13      | 30 maja 2017             | 30 maja 2017             | 30 maja 2017          | 30 maja 2017          | —                        | —                        | —                        |
|       | 6     | 8       | 2 listopada 2018         | 2 listopada 2018         | 2 listopada 2018      | 2 listopada 2018      | —                        | —                        | —                        |

## Seria 1 (2013)
| Nr | #  | Tytuł      | Reżyseria         | Scenariusz                              | Premiera (Netflix) | Premiera w Polsce (Seriale+) | Kod produkcji |
| --- | -- | ---------- | ----------------- | --------------------------------------- | ------------------ | ---------------------------- | ------------- |
| 1 | 1  | Chapter 1  | David Fincher     | Beau Willimon                           | 1 lutego 2013      | 1 lipca 2013                 | HOC-101       |
| Kongresmen Francis Underwood nie otrzymał obiecanego przez nowo wybranego prezydenta USA stanowiska Sekretarza Stanu. Zaczyna kompletować własną ekipę polityczną, by się zemścić. Tymczasem Zoe Barnes, dziennikarka Washington Herald zrobi wszystko, aby zdobyć sensację.                                                                         |    |            |                   |                                         |                    |                              |               |
| 2 | 2  | Chapter 2  | David Fincher     | Beau Willimon                           | 1 lutego 2013      | 8 lipca 2013                 | HOC-102       |
| Frank rozpoczyna współpracę z Zoe, podając jej tajne informacje. Claire zwalnia połowę swoich pracowników. |    |            |                   |                                         |                    |                              |               |
| 3 | 3  | Chapter 3  | James Foley       | Keith Huff, Beau Willimon               | 1 lutego 2013      | 15 lipca 2013                | HOC- 103      |
| Frank musi opuścić prace nad ustawą edukacyjną, aby zażegnać konflikt w swoim okręgu wyborczym. |    |            |                   |                                         |                    |                              |               |
| 4 | 4  | Chapter 4  | James Foley       | Rick Cleveland, Beau Willimon           | 1 lutego 2013      | 22 lipca 2013                | HOC-104       |
| Frank organizuje intrygę w Kongresie. Peter musi wybrać między polityką a rodziną. |    |            |                   |                                         |                    |                              |               |
| 5 | 5  | Chapter 5  | Joel Schumacher   | Sarah Treem                             | 1 lutego 2013      | 29 lipca 2013                | HOC-105       |
| Frank walczy o ustawę edukacyjną, wykorzystując wizerunek swojej żony. |    |            |                   |                                         |                    |                              |               |
| 6 | 6  | Chapter 6  | Joel Schumacher   | Sam Forman                              | 1 lutego 2013      | 5 sierpnia 2013              | HOC-106       |
| Frank walczy ze strajkiem nauczycieli. Claire otrzymuje wyznanie miłosne od umierającego ochroniarza Steve’a. |    |            |                   |                                         |                    |                              |               |
| 7 | 7  | Chapter 7  | Charles McDougall | Kate Barnow, Beau Willimon              | 1 lutego 2013      | 12 sierpnia 2013             | HOC-107       |
| Frank wygrywa ze strajkiem nauczycieli poprzez sprowokowanie lobbysty Martiego Spinelli. Peter musi się zmierzyć ze swoją przeszłością. |    |            |                   |                                         |                    |                              |               |
| 8 | 8  | Chapter 8  | Charles McDougall | Beau Willimon                           | 1 lutego 2013      | 19 sierpnia 2013             | HOC-108       |
| Frank gości na swojej uczelni, gdzie jego imieniem nazwano bibliotekę. Mężczyzna spotyka przyjaciół ze studiów, z którymi za zgodą Claire spędza całą noc suto zakrapianą alkoholem. |    |            |                   |                                         |                    |                              |               |
| 9 | 9  | Chapter 9  | James Foley       | Beau Willimon, Rick Cleveland           | 1 lutego 2013      | 26 sierpnia 2013             | HOC-109       |
| Wiceprezydent Matthews ostatecznie decyduje się wesprzeć Russo podczas kampanii w Pensylwanii. Claire, chcąc odzyskać sprzęt, który utknął w Sudanie, decyduje się współpracować z Remy Dantonem kosztem interesów Franka i Petera Russo. |    |            |                   |                                         |                    |                              |               |
| 10 | 10 | Chapter 10 | Carl Franklin     | Sarah Treem                             | 1 lutego 2013      | 2 września 2013              | HOC-110       |
| Claire odwiedza Zoe i wyjawia jej, dlaczego Frank z nią romansował. Następnie kobieta postanawia odpocząć od męża i wyjeżdża do swojego kochanka Adama do Nowego Jorku. Peter stawia Frankowi ultimatum. |    |            |                   |                                         |                    |                              |               |
| 11 | 11 | Chapter 11 | Carl Franklin     | Sarah Treem, Kate Barnow, Beau Willimon | 1 lutego 2013      | 9 września 2013              | HOC-111       |
| Claire po kilku dniach spędzonych z Adamem, mówi mu, iż zawsze kochała i będzie kochać tylko Franka, po czym wraca do Waszyngtonu. Peter postanawia wyjawić opinii publicznej wszystkie znane mu informacje na temat intryg i kłamstw Underwooda. Frank w obawie przed kompromitacją postanawia zamordować mężczyznę pozorując samobójstwo w garażu. |    |            |                   |                                         |                    |                              |               |
| 12 | 12 | Chapter 12 | Allen Coulter     | Gina Gionfriddo, Beau Willimon          | 1 lutego 2013      | 16 września 2013             | HOC-112       |
| W wyniku intrygi Franka, wiceprezydent Matthews postanawia kandydować na stanowisko gubernatora Pensylwanii. Janine i Zoe zajmują się sprawą śmierci Petera Russo. Prezydent szukając nowego wiceprezydenta wysyła Franka do potencjalnego kandydata - multimilionera z branży energetycznej Raymonda Tuska.                                         |    |            |                   |                                         |                    |                              |               |
| 13 | 13 | Chapter 13 | Allen Coulter     | Beau Willimon                           | 1 lutego 2013      | 23 września 2013             | HOC- 113      |
| Raymond Tusk jest gotowy poprzeć kandydaturę Franka na stanowisko wiceprezydenta w zamian za przysługę w kongresie. Frank zgadza się po wielu oporach, zastrzegając iż ich współpraca będzie na zasadach partnerskich. Prezydent oficjalnie ogłasza Frankowi, iż po wyborach gubernatorskich w Pensylwanii mianuje go na stanowisko wiceprezydenta.  |    |            |                   |                                         |                    |                              |               |

## Seria 2 (2014)
| Nr | #  | Tytuł      | Reżyseria     | Scenariusz                     | Premiera (Netflix) | Premiera w Polsce (Seriale+) | Kod produkcji |
| --- | -- | ---------- | ------------- | ------------------------------ | ------------------ | ---------------------------- | ------------- |
| 14 | 1  | Chapter 14 | Carl Franklin | Beau Willimon                  | 14 lutego 2014     | 21 lutego 2014               | HOC- 201      |
| Frank przygotowuje się do mianowania na wiceprezydenta. Doug zaciera ślady dotyczące zabójstwa Petera Russo, które mogłyby prowadzić do niego i Underwooda. Frank pozbywa się Zoe. Claire proponuje Gillian ugodę.                                                                                             |    |            |               |                                |                    |                              |               |
| 15 | 2  | Chapter 15 | Carl Franklin | Beau Willimon                  | 14 lutego 2014     | 28 lutego 2014               | HOC-202       |
| Frank oficjalnie zostaje zaprzesiężony na wiceprezydenta. Stosunki dyplomatyczne w sprawie cyberprzemocy między USA i Chinami się pogarszają. Jackie musi stawić czoła przeszkodom, jeśli chce kandydować na rzecznika do kongresu. Lucas bada przyczyny śmierci Zoe. Claire mówi mężowi o swojej przeszłości. |    |            |               |                                |                    |                              |               |
| 16 | 3  | Chapter 16 | James Foley   | Bill Cain                      | 14 lutego 2014     | 7 marca 2014                 | HOC-203       |
| 17 | 4  | Chapter 17 | James Foley   | Laura Eason                    | 14 lutego 2014     | 14 marca 2014                | HOC-204       |
| 18 | 5  | Chapter 18 | John Coles    | Kenneth Lin                    | 14 lutego 2014     | 21 marca 2014                | HOC-205       |
| 19 | 6  | Chapter 19 | John Coles    | John Mankiewicz                | 14 lutego 2014     | 28 marca 2014                | HOC-206       |
| 20 | 7  | Chapter 20 | James Foley   | David Manson                   | 14 lutego 2014     | 4 kwietnia 2014              | HOC- 207      |
| 21 | 8  | Chapter 21 | James Foley   | Bill Kennedy                   | 14 lutego 2014     | 11 kwietnia 2014             | HOC-208       |
| 22 | 9  | Chapter 22 | Jodie Foster  | Beau Willimon                  | 14 lutego 2014     | 18 kwietnia 2014             | HOC-209       |
| 23 | 10 | Chapter 23 | Robin Wright  | Laura Eason, Beau Willimon     | 14 lutego 2014     | 25 kwietnia 2014             | HOC-210       |
| 24 | 11 | Chapter 24 | John Coles    | John Mankiewicz, Beau Willimon | 14 lutego 2014     | 2 maja 2014                  | HOC-211       |
| 25 | 12 | Chapter 25 | James Foley   | Beau Willimon                  | 14 lutego 2014     | 9 maja 2014                  | HOC-212       |
| 26 | 13 | Chapter 26 | James Foley   | Beau Willimon                  | 14 lutego 2014     | 16 maja 2014                 | HOC-213       |

## Seria 3 (2015)
| #  | Nr | Tytuł      | Reżyseria         | Scenariusz           | Premiera (Netflix) | Premiera w Polsce (Seriale+) | Kod produkcji |
| -- | -- | ---------- | ----------------- | -------------------- | ------------------ | ---------------------------- | ------------- |
| 27 | 1  | Chapter 27 | John Coles        | Beau Willimon        | 27 lutego 2015     | 28 lutego 2015               | HOC-301       |
| 28 | 2  | Chapter 28 | John Coles        | John Mankiewicz      | 27 lutego 2015     | 28 lutego 2015               | HOC-302       |
| 29 | 3  | Chapter 29 | Tucker Gates      | Frank Pugliese       | 27 lutego 2015     | 28 lutego 2015               | HOC-303       |
| 30 | 4  | Chapter 30 | Tucker Gates      | Laura Eason          | 27 lutego 2015     | 28 lutego 2015               | HOC-304       |
| 31 | 5  | Chapter 31 | James Foley       | Kenneth Lin          | 27 lutego 2015     | 28 lutego 2015               | HOC-305       |
| 32 | 6  | Chapter 32 | James Foley       | Melissa James Gibson | 27 lutego 2015     | 28 lutego 2015               | HOC-306       |
| 33 | 7  | Chapter 33 | John Dahl         | Beau Willimon        | 27 lutego 2015     | 28 lutego 2015               | HOC-307       |
| 34 | 8  | Chapter 34 | John Dahl         | Bill Kennedy         | 27 lutego 2015     | 28 lutego 2015               | HOC-308       |
| 35 | 9  | Chapter 35 | Robin Wright      | John Mankiewicz      | 27 lutego 2015     | 28 lutego 2015               | HOC-309       |
| 36 | 10 | Chapter 36 | Agnieszka Holland | Frank Pugliese       | 27 lutego 2015     | 28 lutego 2015               | HOC-310       |
| 37 | 11 | Chapter 37 | Agnieszka Holland | Melissa James Gibson | 27 lutego 2015     | 28 lutego 2015               | HOC-311       |
| 38 | 12 | Chapter 38 | Robin Wright      | Beau Willimon        | 27 lutego 2015     | 28 lutego 2015               | HOC-312       |
| 39 | 13 | Chapter 39 | James Foley       | Beau Willimon        | 27 lutego 2015     | 28 lutego 2015               | HOC-313       |

## Seria 4 (2016)
| #  | Nr | Tytuł      | Reżyseria        | Scenariusz                        | Premiera (Netflix) | Premiera w Polsce (Seriale+) | Kod produkcji |
| -- | -- | ---------- | ---------------- | --------------------------------- | ------------------ | ---------------------------- | ------------- |
| 40 | 1  | Chapter 40 | Tucker Gates     | Beau Willimon                     | 4 marca 2016       | 4 marca 2016                 | HOC-401       |
| 41 | 2  | Chapter 41 | Tucker Gates     | Melissa James Gibson              | 4 marca 2016       | 4 marca 2016                 | HOC-402       |
| 42 | 3  | Chapter 42 | Robin Wright     | Frank Pugliese                    | 4 marca 2016       | 4 marca 2016                 | HOC-403       |
| 43 | 4  | Chapter 43 | Robin Wright     | John Mankiewicz                   | 4 marca 2016       | 4 marca 2016                 | HOC-404       |
| 44 | 5  | Chapter 44 | Tom Shankland    | Melissa James Gibson              | 4 marca 2016       | 4 marca 2016                 | HOC-405       |
| 45 | 6  | Chapter 45 | Tom Shankland    | Laura Eason                       | 4 marca 2016       | 4 marca 2016                 | HOC-406       |
| 46 | 7  | Chapter 46 | Tom Shankland    | Bill Kennedy                      | 4 marca 2016       | 4 marca 2016                 | HOC-407       |
| 47 | 8  | Chapter 47 | Alex Graves      | John Mankiewicz                   | 4 marca 2016       | 4 marca 2016                 | HOC-408       |
| 48 | 9  | Chapter 48 | Robin Wright     | Frank Pugliese                    | 4 marca 2016       | 4 marca 2016                 | HOC-409       |
| 49 | 10 | Chapter 49 | Robin Wright     | Melissa James Gibson, Kenneth Lin | 4 marca 2016       | 4 marca 2016                 | HOC-410       |
| 50 | 11 | Chapter 50 | Kari Skogland    | Tian Jun Gu                       | 4 marca 2016       | 4 marca 2016                 | HOC-411       |
| 51 | 12 | Chapter 51 | Jakob Verbruggen | Laura Eason, Bill Kennedy         | 4 marca 2016       | 4 marca 2016                 | HOC-412       |
| 52 | 13 | Chapter 52 | Jakob Verbruggen | Beau Willimon                     | 4 marca 2016       | 4 marca 2016                 | HOC-413       |

## Seria 5 (2017)
29 stycznia 2016 roku, platforma Netflix zamówiła 5 serię.
| Nr | #  | Tytuł      | Reżyseria         | Scenariusz                           | Premiera (Netflix) | Premiera w Polsce (Seriale+) | Kod produkcji |
| -- | -- | ---------- | ----------------- | ------------------------------------ | ------------------ | ---------------------------- | ------------- |
| 53 | 1  | Chapter 53 | Daniel Minahan    | Frank Pugliese                       | 30 maja 2017       | 30 maja 2017                 | HOC-501       |
| 54 | 2  | Chapter 54 | Daniel Minahan    | Melissa James Gibson                 | 30 maja 2017       | 30 maja 2017                 | HOC-502       |
| 55 | 3  | Chapter 55 | Alik Sakharov     | John Mankiewicz                      | 30 maja 2017       | 30 maja 2017                 | HOC-503       |
| 56 | 4  | Chapter 56 | Alik Sakharov     | Kenneth Lin                          | 30 maja 2017       | 30 maja 2017                 | HOC-504       |
| 57 | 5  | Chapter 57 | Michael Morris    | Laura Eason                          | 30 maja 2017       | 30 maja 2017                 | HOC-505       |
| 58 | 6  | Chapter 58 | Michael Morris    | Bill Kennedy                         | 30 maja 2017       | 30 maja 2017                 | HOC-506       |
| 59 | 7  | Chapter 59 | Alik Sakharov     | Tian Jun Gu                          | 30 maja 2017       | 30 maja 2017                 | HOC-507       |
| 60 | 8  | Chapter 60 | Roxann Dawson     | John Mankiewicz                      | 30 maja 2017       | 30 maja 2017                 | HOC-508       |
| 61 | 9  | Chapter 61 | Roxann Dawson     | Bill Kennedy                         | 30 maja 2017       | 30 maja 2017                 | HOC-509       |
| 62 | 10 | Chapter 62 | Agnieszka Holland | Kenneth Lin                          | 30 maja 2017       | 30 maja 2017                 | HOC-510       |
| 63 | 11 | Chapter 63 | Agnieszka Holland | Laura Eason                          | 30 maja 2017       | 30 maja 2017                 | HOC-511       |
| 64 | 12 | Chapter 64 | Robin Wright      | Frank Pugliese, Melissa James Gibson | 30 maja 2017       | 30 maja 2017                 | HOC-512       |
| 65 | 13 | Chapter 65 | Robin Wright      | Melissa James Gibson Frank Pugliese  | 30 maja 2017       | 30 maja 2017                 | HOC-513       |

## Seria 6 (2018)
| Nr | # | Tytuł      | Reżyseria        | Scenariusz                           | Premiera (Netflix) | Premiera w Polsce (Seriale+) | Kod produkcji |
| -- | - | ---------- | ---------------- | ------------------------------------ | ------------------ | ---------------------------- | ------------- |
| 66 | 1 | Chapter 66 | Alik Sakharov    | Melissa James Gibson, Frank Pugliese | 2 listopada 2018   | 2 listopada 2018             | HOC-621       |
| 67 | 2 | Chapter 67 | Ami Canaan Mann  | Frank Pugliese, Melissa James Gibson | 2 listopada 2018   | 2 listopada 2018             | HOC-622       |
| 68 | 3 | Chapter 68 | Stacie Passon    | Charlotte Stoudt, Sharon Hoffman     | 2 listopada 2018   | 2 listopada 2018             | HOC-623       |
| 69 | 4 | Chapter 69 | Ernest Dickerson | Jerome Hairston, Tian Jun Gu         | 2 listopada 2018   | 2 listopada 2018             | HOC-624       |
| 70 | 5 | Chapter 70 | Thomas Schlamme  | Jason Horwitch, Charlotte Stoudt     | 2 listopada 2018   | 2 listopada 2018             | HOC-625       |
| 71 | 6 | Chapter 71 | Louise Friedberg | Jason Horwitch, Jerome Hairston      | 2 listopada 2018   | 2 listopada 2018             | HOC-626       |
| 72 | 7 | Chapter 72 | Alik Sakharov    | Melissa James Gibson, Frank Pugliese | 2 listopada 2018   | 2 listopada 2018             | HOC-627       |
| 73 | 8 | Chapter 73 | Robin Wright     | Frank Pugliese, Melissa James Gibson | 2 listopada 2018   | 2 listopada 2018             | HOC-627       |